# Mutimbuzi
Mutimbuzi (französisch Commune de Mutimbuzi) ist eine von neun Gemeinden in der Provinz Bujumbura Rural in Burundi.

## Geographie
Mutimbuzi hat eine Fläche von 181,2 km² und liegt auf einer Höhe von etwa 790 m. Nachbargemeinden sind Mpanda im Norden, Rugazi im Nordosten, Mubimbi im Osten, Isale im Südosten, Ntahangwa im Süden und Gihanga im Nordwesten. Im Südwesten grenzt die Gemeinde an den Tanganjikasee und die Demokratische Republik Kongo. An der Grenze befindet sich auch der als Ramsar-Gebiet ausgewiesene Rusizi-Nationalpark.

## Bevölkerung
Nach einer Völkszählung aus dem Jahr 2008 beträgt die Einwohnerzahl von Mutimbuzi 69.525, was einer Bevölkerungsdichte von rund 384 Einwohnern pro km² entspricht.